# Victoria Davies Randle
Victoria Matilda Davies Randle, née Davies en 1863, morte en 1920, était une aristocrate de l’Afrique de l’Ouest (princesse yoruba par sa mère), de l'époque victorienne, et filleule de la reine Victoria.

## Biographie

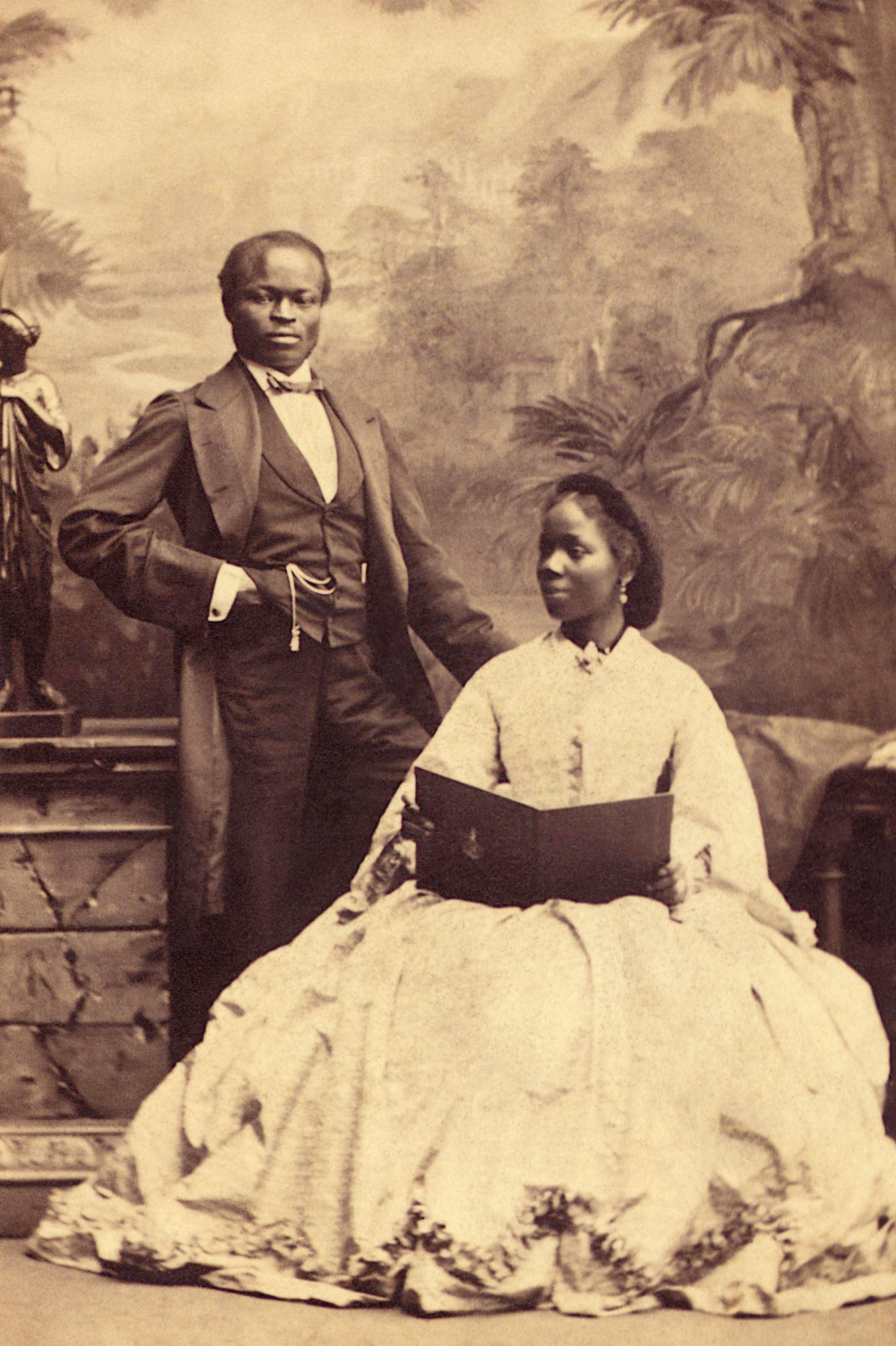
Sara Forbes Bonetta et James Pinson Labulo Davies, parents de Victoria Davies, photographiés en 1862.

Victoria Davies est l'aînée des enfants de James Pinson Labulo Davies, un riche marchand de Lagos, et de Sara Forbes Bonetta. Sara Forbes Bonetta est une princesse yoruba « donnée » comme un cadeau diplomatique à la reine Victoria par le roi du Dahomey et qui avait fasciné la haute société britannique par son intelligence. À sa naissance en 1863, elle est nommée Victoria en l'honneur de la reine, qui accepte de devenir sa marraine.
La reine la fait bénéficier d’une rente et l’invite à Windsor. Comme sa mère, elle fait preuve d'une grande intelligence. Elle fait ses études au Cheltenham Ladies' College. En 1890, Victoria épouse John Randle, un médecin ouest-africain formé en Écosse. Deux cents invités - dont le gouverneur de la colonie de Lagos - assistent au mariage à l'église Saint-Paul de Lagos. La cérémonie est présidée par le révérend James Johnson et la robe de mariée de Victoria Davies Randle est choisie avec soin par la reine, comme l'avait été celle de sa propre mère des années auparavant.
Victoria Davies Randle emmène ensuite ses enfants Beatrice et John rendre visite à sa marraine en 1900, escortée par l'évêque Johnson. Dans la continuité de la tradition, la princesse Beatrice devient alors la marraine de sa propre fille.
Son mariage finit par s'effondrer ; elle vit ensuite en exil avec les enfants, d'abord au Royaume-Uni, puis en Sierra Leone, pour ne revenir à Lagos qu'en 1917. À Londres, Davies Randle a des entrées dans les familles les plus nobles. Elle y fait aussi la connaissance de Samuel Coleridge-Taylor, un compositeur et chef d’orchestre prodige qui va devenir un musicien britannique noir de premier plan. Samuel Coleridge-Taylor la mentionne plus tard comme la source de la chanson folklorique yoruba de son recueil Oloba yale mi. Davies Randle fournit aussi à Coleridge-Taylor un thème de tambour yoruba qu'il utilise dans ses Twenty-four Negro Melodies. Ses dernières années ont été consacrées aux activités du Ladies' Club, un groupe de femmes de la classe supérieure de Lagos.
Elle meurt en 1920.